# Burg Dittwar
Die Burg Dittwar, auch Burg Helle genannt, ist eine abgegangene Höhenburg bei Dittwar, einem Stadtteil von Tauberbischofsheim im Main-Tauber-Kreis in Baden-Württemberg.

## Geschichte

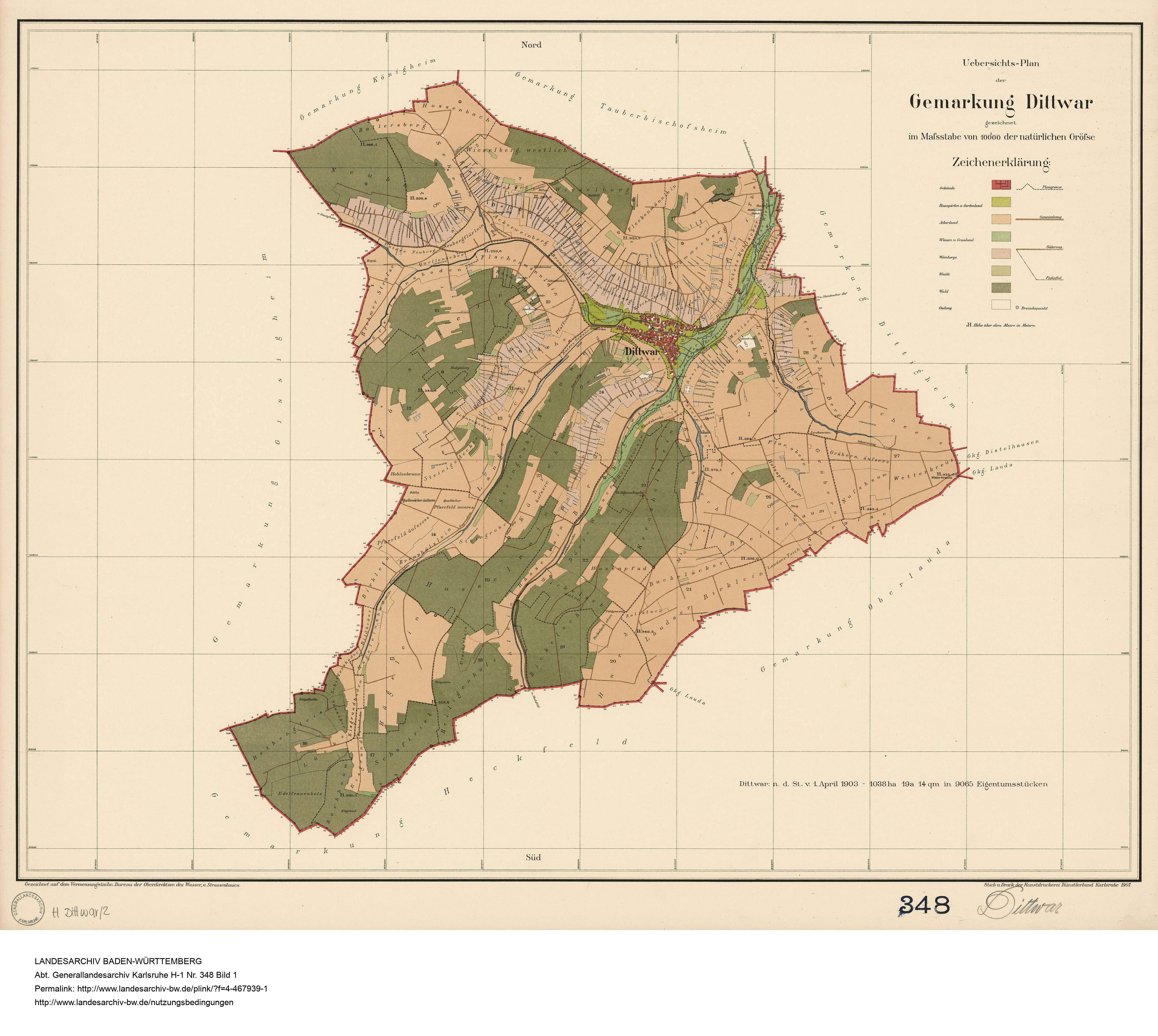
Der Flurname Burghelle taucht ostnordöstlich von Dittwar auf dem Berg links der Straße nach Hof Steinbach auf

Die Burg Dittwar wurde im Jahre 1196 erstmals urkundlich erwähnt, als diese durch Schenkung des Heinrich von Lauda ans Hochstift Würzburg gelangte. In den Jahren 1245, 1369, 1371, und im 15. Jahrhundert erfolgten weitere urkundliche Erwähnungen der Burg im Zuge von Eigentümerwechseln. Im Jahre 1631 wurde die Burg zerstört. Anteile der Burg erschienen noch 1707 letztmals in Urkunden.
Möglicherweise lag die Burg Dittwar in Dittwar selbst. Daneben wird auch eine Lage auf einer Anhöhe zwischen Dittwar und Hof Steinbach vermutet, von der aus das Muckbachtal überwacht werden konnte. Ein Flurname deutet auf den möglichen Standort der Burg auf dem Berg links der Straße nach Hof Steinbach hin.